# Hippodrome des Cascine
L'hippodrome des Cascine (également appelé Visarno) est un hippodrome situé à Florence, situé dans le parc des Cascine.

## Caractéristiques
Il y a deux hippodromes dans le parc des Cascine : un pour le trot (à l'ouest) et un pour le galop (au centre - celui couvert par cette entrée).
L'hippodrome de galop s'étend sur 233 000 m² dont : 120 000 m² pour les pistes de course et d'entraînement, 15 000 m² d'écuries, 12 000 m² pour le public, et le reste pour des activités diverses.
L'hippodrome se compose d'une piste de course de forme ovale d'une longueur de 1961,60 mètres et d'une largeur de 19,50 mètres sur la ligne droite. En plus de la grande piste, un système d'intersections de courbes permet également un parcours plus court : la voie moyenne. Au sein de ce complexe, une piste encore plus courte, toujours en herbe, constitue la petite piste.
Il y a environ 25 ans, il y avait aussi une piste de steeple-chase pour les courses d'obstacles, de 1396,85 mètres. Elle a été démantelée pour faire place à un terrain de polo. La piste d'entraînement, à l'intérieur de la petite piste, est en sable, longue de 1350 mètres. La structure dispose de 15000 places pour le public dont 2200 sièges.
Depuis 2016, l'hippodrome de Visarno est également devenu le siège opérationnel de l'Archiconfrérie du Parti Guelfe qui a le privilège de représenter la Municipalité de Florence pour les cérémonies à cheval en tant que Cavalerie de la République Florentine et le privilège de rendre des services d'honneur lors des audiences et des réceptions de l'archidiocèse florentin.

## Arena Visarno
Depuis l'été 2015, l'hippodrome a été utilisé comme une arène pour accueillir des événements et des concerts par de nombreux artistes nationaux et internationaux importants, dont : David Gilmour, Massive Attack, Einstürzende Neubauten, Sting, Duran Duran, Max Pezzali, Litfiba, Guns N ' Roses . En 2017, la première édition du festival Firenze Rocks s'y est tenue .